# Aphaenogaster patruelis
Aphaenogaster patruelis är en myrart som beskrevs av Auguste-Henri Forel 1886. Aphaenogaster patruelis ingår i släktet Aphaenogaster och familjen myror.

## Underarter
Arten delas in i följande underarter:
- A. p. carbonaria
- A. p. patruelis

## Bildgalleri

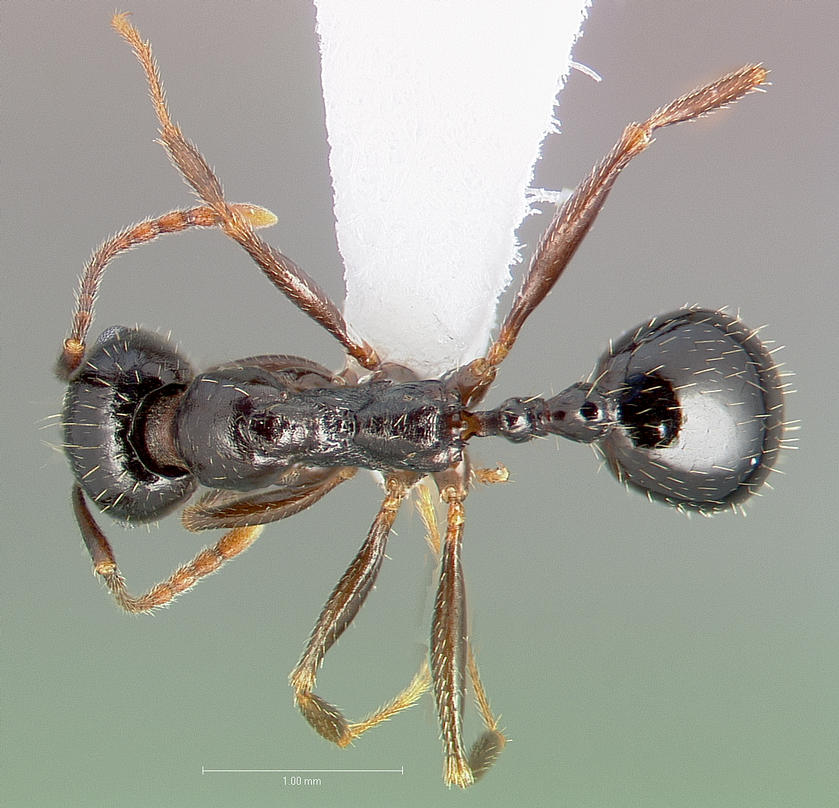
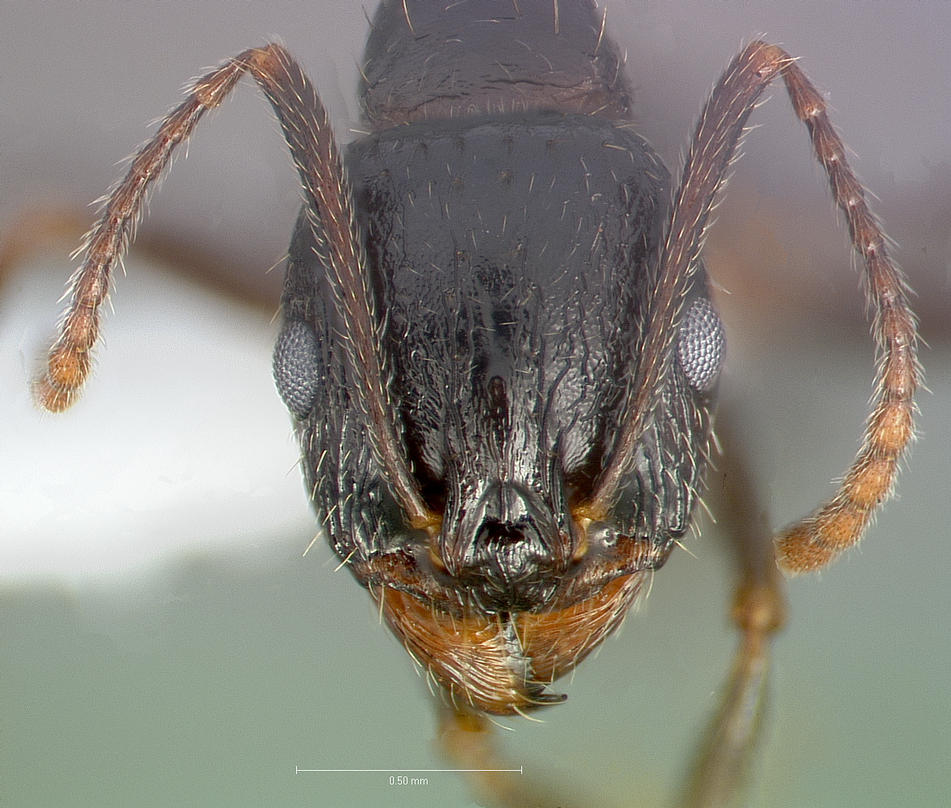
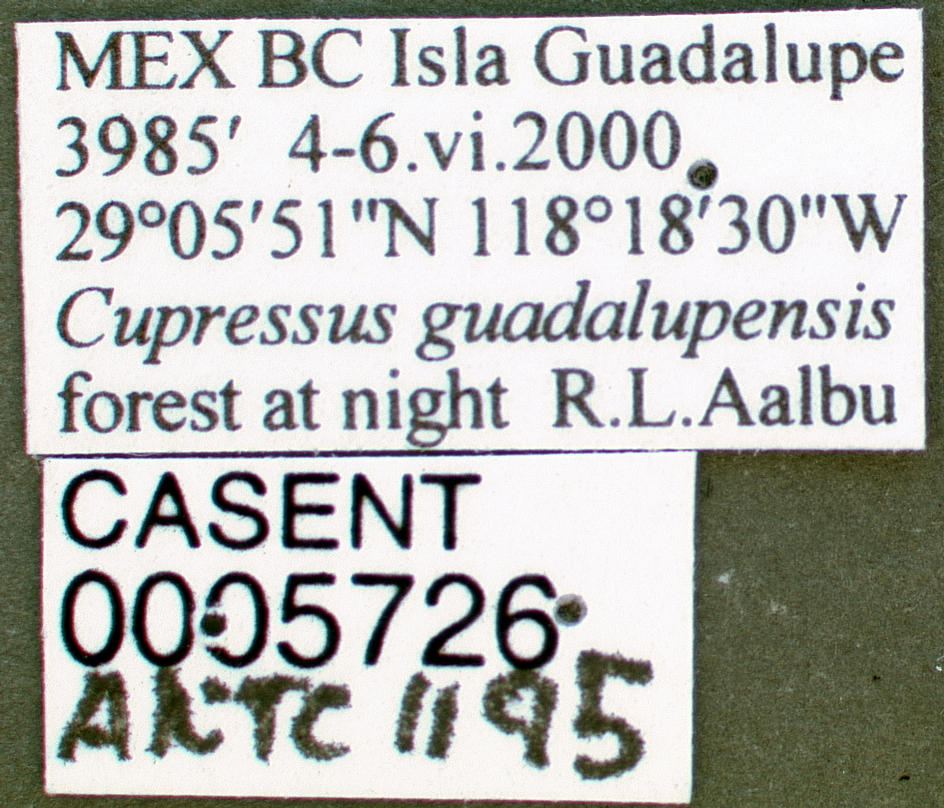
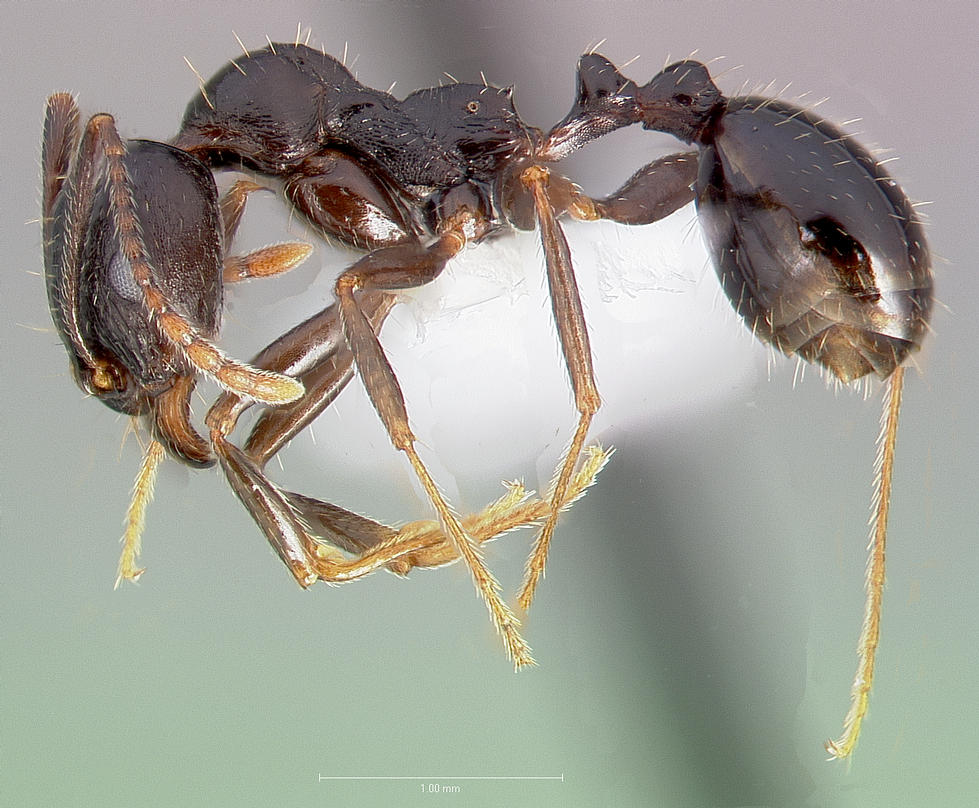